# Australian Rugby League Hall of Fame
Die Australian Rugby League Hall of Fame ist eine 2002 gegründete Hall of Fame für australische Rugby-League-Spieler, Trainer und Schiedsrichter. Sie hat zurzeit 30 Mitglieder, die letzten wurden 2007 aufgenommen.

## Liste der Mitglieder
| Mitglied seit | Name             | Karrieredauer | Verein(e) | Position (Andere Tätigkeiten)     |
| ------------- | ---------------- | ------------- | --- | --------------------------------- |
| 2002          | Clive Churchill  | 1947–1957     | South Sydney Rabbitohs, Norths Devils                                                                               | Schlussmann                       |
| 2002          | Reg Gasnier      | 1959–1968     | St. George Dragons                                                                                                  | Innendreiviertel                  |
| 2002          | Johnny Raper     | 1957–1970     | St. George Dragons, Newtown Jets, Western Suburbs Rosellas, Kurri Kurri                                             | Dritte-Reihe-Stürmer              |
| 2002          | Graeme Langlands | 1963–1976     | St. George Dragons                                                                                                  | Schlussmann, Innendreiviertel     |
| 2002          | Bob Fulton       | 1966–1978     | Western Suburbs Red Devils, Sydney Roosters, Manly-Warringah Sea Eagles                                             | Verbinder, Innendreiviertel       |
| 2002          | Wally Lewis      | 1978–1992     | Fortitude Valley Diehards, Wakefield Trinity Wildcats, Wynnum-Manly Seagulls, Brisbane Broncos, Gold Coast Seagulls | Verbinder                         |
| 2003          | Dally Messenger  | 1908–1912     | Sydney Roosters | Innendreiviertel                  |
| 2003          | Dave Brown       | 1930–1941     | Sydney Roosters, Warrington Wolves                                                                                  | Innendreiviertel                  |
| 2003          | Wally Prigg      | 1929–1939     | Western Suburbs Rosellas                                                                                            | Dritte-Reihe-Stürmer              |
| 2003          | Keith Holman     | 1949–1961     | Western Suburbs Magpies                                                                                             | Gedrängehalb                      |
| 2003          | Arthur Beetson   | 1966–1981     | Redcliffe Dolphins, Balmain Tigers, Hull Kingston Rovers, Sydney Roosters, Parramatta Eels                          | Pfeiler (Trainer)                 |
| 2003          | Mal Meninga      | 1979–1994     | Souths Logan Magpies, St Helens Canberra Raiders                                                                    | Innendreiviertel                  |
| 2004          | Harry Bath       | 1940–1959     | Souths Logan Magpies, Balmain Tigers, Warrington Wolves, St. George Dragons                                         | Zweite-Reihe-Stürmer (Trainer)    |
| 2004          | Norm Provan      | 1951–1965     | St. George Dragons                                                                                                  | Zweite-Reihe-Stürmer              |
| 2004          | Ken Irvine       | 1958–1973     | North Sydney Bears, Manly-Warringah Sea Eagles                                                                      | Außendreiviertel                  |
| 2004          | Harold Horder    | 1912–1924     | South Sydney Rabbitohs, North Sydney Bears, Eastern Suburbs Tigers                                                  | Außendreiviertel                  |
| 2004          | Frank Burge      | 1911–1927     | Glebe, St. George Dragons                                                                                           | Dritte-Reihe-Stürmer              |
| 2004          | Vic Hey          | 1933–1949     | Western Suburbs Magpies, Leeds Rhinos, Dewsbury Rams, Hunslet Hawks, Parramatta Eels                                | Verbinder                         |
| 2005          | Jimmy Craig      | 1915–1930     | Balmain Tigers, Sydney University, Ipswich, Western Suburbs Magpies                                                 | Schlussmann                       |
| 2005          | Chris McKivat    | 1910–1912     | Glebe | Gedrängehalb                      |
| 2005          | Duncan Thompson  | 1912–1925     | Western Suburbs RosellasNorth Sydney Bears, Toowoomba Clydesdales                                                   | Gedrängehalb (Trainer)            |
| 2005          | Brian Bevan      | 1942–1962     | Sydney Roosters, Warrington Wolves, Blackpool Borough                                                               | Außendreiviertel                  |
| 2005          | Brian Carlson    | 1951–1962     | North Sydney Bears                                                                                                  | Utility-back                      |
| 2005          | Ron Coote        | 1964–1978     | South Sydney Rabbitohs, Sydney Roosters                                                                             | Dritte-Reihe-Stürmer              |
| 2006          | Ken Kearney      | 1948–1961     | Leeds Rhinos, St. George Dragons                                                                                    | Hakler                            |
| 2006          | Sandy Pearce     | 1908–1921     | Sydney Roosters | Zweite-Reihe-Stürmer              |
| 2006          | Charles Fraser   | 1910–1920     | Balmain Tigers | Schlussmann                       |
| 2006          | George Treweek   | 1926–1934     | South Sydney Rabbitohs                                                                                              | Zweite-Reihe-Stürmer              |
| 2006          | Duncan Hall      | 1945–1957     | Wests Panthers, Fortitude Valley Diehards                                                                           | Pfeiler                           |
| 2006          | Peter Sterling   | 1978–1992     | Parramatta Eels, Hull FC                                                                                            | Gedrängehalb                      |
| 2007          | Arthur Halloway  | 1908–1920     | Glebe, Balmain Tigers, Sydney Roosters                                                                              | Gedrängehalb                      |
| 2007          | Tom Gorman       | 1919–1931     | Toowoomba Clydesdales, Past Brothers                                                                                | Innendreiviertel                  |
| 2007          | Joe Pearce       | 1929–1940     | Sydney Roosters | Schlussmann, Zweite-Reihe-Stürmer |
| 2007          | Harry Wells      | 1951–1961     | South Sydney Rabbitohs, Western Suburbs Magpies                                                                     | Innendreiviertel                  |
| 2007          | Keith Barnes     | 1955–1968     | Balmain Tigers | Schlussmann                       |
| 2007          | Mick Cronin      | 1977–1986     | Gerringong Lions, Parramatta Eels                                                                                   | Innendreiviertel                  |